# Haupai Puha
Haupai Puha (* 12. Februar 1985 in Gisborne) ist ein neuseeländischer Dartspieler. Er gilt neben Ben Robb als einer der besten Māori-Dartspieler.

## Karriere
Haupai Puha konnte beim Oceanic Masters 2017 das Halbfinale erreichen, verpasste aber, wie auch im Folgejahr, aufgrund von zwei weiteren fehlenden Siegen eine Teilnahme an den PDC World Darts Championship. 2018 nahm er am Auckland Darts Masters und Melbourne Darts Masters teil. In Auckland scheiterte er in Runde eins an Kyle Anderson und in Melbourne an Rob Cross mit 2:6. Des Weiteren gewann er das von der World Darts Federation veranstaltete Alan King Memorial. Seit 2019 spielt der Neuseeländer die komplette Dartplayers Australia (DPA) Pro Tour und nahm als Nummer eins der Dart Players New Zealand (DPNZ) Rangliste zusammen mit Cody Harris als neuseeländisches Duo am World Cup of Darts 2019 in Frankfurt am Main teil. Die beiden gewann ihre Auftaktpartie gegen Litauen 5:1 und konnten im Achtelfinale Südafrika ebenfalls besiegen. Gegen Japan im Viertelfinale hingegen unterlag das Duo und schied aus dem Turnier aus. Bei seiner zweiten Teilnahme am Brisbane Darts Masters schied Puha erneut in der ersten Runde 1 aus, sein Gegner war dieses Mal der Niederländer Raymond van Barneveld, gegen den er in der folgenden Woche beim Melbourne Darts Masters erneut verlor. Bei der Premiere des NZ Darts Masters 2019 war er gegen den Schotten Gary Anderson chancenlos. Wie bereits im Vorjahr trat Puha auch beim World Cup of Darts 2020 mit Cody Harris für Neuseeland an. Das Duo scheiterte dieses Mal jedoch bereits im Achtelfinale an den Kanadiern Jeff Smith und Matt Campbell. Als Führender der DPNZ Rangliste qualifizierte sich Puha erstmals für die PDC World Darts Championship 2021. Er verlor jedoch in der ersten Runde mit 0:3 gegen Mickey Mansell.
Bei der PDC Qualifying School 2021 erreichte Puha die Final Stage. Dort gelang es ihm allerdings nicht, sich eine Tour Card zu sichern. Er spielte daraufhin wieder die Turniere seiner Heimat. So gewann er die New Zealand Open im August, indem er im Finale AJ Te Kira mit 6:2 schlug. Über das New Zealand Regional Ranking qualifizierte sich Puha für die WDF World Darts Championship 2022. Im Januar zuvor allerdings versuchte er bei der Q-School erneut sich eine Tour Card zu erspielen, wobei er direkt am ersten Tag die Final Stage erreichte. Jedoch verfehlte er dieses Ziel auch in diesem Jahr.
Anfang Juni gewann Puha die Canterbury Open, indem er im Finale mit 5:3 Ben Robb schlagen konnte. Mit demselben Ergebnis verlor Puha jedoch das Finale des South Islands Masters gegen Robb.
Anfang August 2022 nahm Puha als gesetzter Spieler an den Australian Darts Open 2022, einem Platin-Event der WDF, teil. Er überstand dabei ohne Legverlust die Gruppenphase und konnte sich im Viertelfinale gegen Mitchell Clegg durchsetzen. Daraufhin gewann er auch gegen den Überraschungshalbfinalisten Scott Hallett und zog somit ins Finale ein, welches er mit 9:10 denkbar knapp gegen Raymond Smith verlor. Am 12. August nahm er am Queensland Darts Masters 2022, einem Event der PDC World Series of Darts teil, und gewann in der ersten Runde deutlich gegen Jonny Clayton, die Nummer sieben der PDC-Weltrangliste. In Runde zwei verlor er gegen Michael van Gerwen.
Ende Mai 2023 gewann Puha das John Wilkie Memorial mit 5:2 gegen Ben Robb. Kurz darauf siegte er auch bei den Canterbury Open. Das Finale des Shot New Zealand Masters verlor er gegen Robb mit 1:5. Mitte August war Puha bei den Australian Darts Open an Position zwei gesetzt. Er überstand seine Vorrundengruppe mit nur zwei verlorenen Legs, schied dann aber mit 4:6 gegen seinen Landsmann Jonny Tata im Viertelfinale aus.
Ende September war Puha Teil des neuseeländischen Teams beim WDF World Cup 2023. Im Einzel spielte er sich dabei bis ins Viertelfinale, wo er gegen Carles Arola aus Katalonien mit 3:5 verlor. Im Doppel spielte er sich an der Seite von Ben Robb ins Finale, wo man gegen Danny Trueman und Davie Kirwan aus Schottland mit 6:2 gewann und somit die Goldmedaille errang. Mit dem gesamten Neuseeländischen Team ging es bis ins Achtelfinale, wo man mit 5:9 gegen Schweden verlor. Mitte November gewann Puha das Ted Clements Memorial mit 5:4 im Finale über Jonny Tata.
Auch 2024 ging Puha bei der European Q-School an den Start und qualifizierte sich mit fünf Siegen und drei Punkten für die Rangliste für die Final Stage. Bereits nach drei Tagen hatte er dabei neun Punkte für die Final Stage angesammelt und die Tour Card als erster Neuseeländer überhaupt sicher.

## Weltmeisterschaftsresultate

### PDC
- 2021: 1. Runde (0:3-Niederlage gegen  Mickey Mansell)
- 2024: 1. Runde (1:3-Niederlage gegen  Martin Lukeman)

### WDF
- 2022: 1. Runde (1:2-Niederlage gegen  Ben Hazel)

## Turnierergebnisse
| Turnier                                    | 2019               | 2020                   | 2021                   | 2022                   | 2023                   | 2024              | 2025 |
| ------------------------------------------ | ------------------ | ---------------------- | ---------------------- | ---------------------- | ---------------------- | ----------------- | ---- |
| WDF-Platin-/Major-Turniere                 |                    |                        |                        |                        |                        |                   |      |
| Australian Open                            | nicht ausgetragen  | nicht ausgetragen      | nicht ausgetragen      | F                      | VF                     | n/a               | n/a  |
| Weltmeisterschaft                          | nicht ausgetragen  | nicht ausgetragen      | nicht ausgetragen      | 1R                     | n/t                    | n/t               | n/t  |
| PDC-Ranking-Turniere                       |                    |                        |                        |                        |                        |                   |      |
| Weltmeisterschaft                          | n/q                | n/q                    | 1R                     | n/q                    | n/q                    | 1R                | n/q  |
| World Masters                              | nicht ausgetragen  | nicht ausgetragen      | nicht ausgetragen      | nicht ausgetragen      | nicht ausgetragen      | nicht ausgetragen | VR   |
| UK Open                                    | n/t                | n/t                    | n/q                    | n/q                    | n/t                    | 2R                | 4R   |
| PDC-Turniere ohne Einfluss auf das Ranking |                    |                        |                        |                        |                        |                   |      |
| World Cup of Darts                         | 1R                 | 1R                     | nicht qualifiziert     | nicht qualifiziert     | nicht qualifiziert     | GP                | GP   |
| World Series of Darts Finals               | nicht qualifiziert | nicht qualifiziert     | nicht qualifiziert     | 1R                     | AF                     | 1R                |      |
| Karrierestatistiken                        |                    |                        |                        |                        |                        |                   |      |
| Jahresendplatzierung                       | unbekannt          | unbekannt              | 47                     | 4                      | 4                      | 124               |      |
| Verband                                    | BDO                | World Darts Federation | World Darts Federation | World Darts Federation | World Darts Federation | PDC               | PDC  |

| Legende zu den Turnierergebnissen | Legende zu den Turnierergebnissen | Legende zu den Turnierergebnissen | Legende zu den Turnierergebnissen | Legende zu den Turnierergebnissen | Legende zu den Turnierergebnissen | Legende zu den Turnierergebnissen | Legende zu den Turnierergebnissen | Legende zu den Turnierergebnissen | Legende zu den Turnierergebnissen |
| --------------------------------- | --------------------------------- | --------------------------------- | --------------------------------- | --------------------------------- | --------------------------------- | --------------------------------- | --------------------------------- | --------------------------------- | --------------------------------- |
| n/t                               | nicht teilgenommen                | n/q                               | nicht qualifiziert                | n/a                               | nicht ausgetragen                 | #R                                | Aus in jeweiliger Runde           | GP                                | Aus in der Gruppenphase           |
| AF                                | Achtelfinalist                    | VF                                | Viertelfinalist                   | HF                                | Halbfinalist                      | F                                 | Turnierfinalist                   | S                                 | Turniersieger                     |

## Titel

### WDF
- Silber-Turniere
  - Puma New Zealand Masters: (1) 2022
  - Canterbury Classics: (1) 2023
- Bronze-Turniere
  - Shot New Zealand Open: (1) 2021
  - Canterbury Open: (2) 2022, 2023
  - John Wilkie Memorial: (1) 2023
  - Ted Clements Memorial: (1) 2023
- Cups
  - WDF World Cup Doppel: (1) 2023